# パイルバンカー
パイルバンカー（Pile Bunker）は、テレビアニメ『装甲騎兵ボトムズ』およびその派生作品に登場する架空の武器。巨大な金属製の槍（あるいは杭）を火薬や電磁力などにより高速射出し、敵の装甲を撃ち抜く近接戦闘装備である。
『ボトムズ』に限らず、さまざまな作品でパイルバンカーの名称、ないしそれと同様の機構を持つ武器や技が登場している。

## 『装甲騎兵ボトムズ』においてのパイルバンカー
初出は『装甲騎兵ボトムズ』のクメン編に登場した、アーマードトルーパー（AT）「ベルゼルガ」の装備である。この時点では脇役機体の武器の1つに過ぎず、設定資料でも「杭」としか表記されていなかった。劇中でも目立った描写はなかったが、同作の外伝である『青の騎士ベルゼルガ物語』や『機甲猟兵メロウリンク』で主人公が扱う必殺兵器として登場し、各種設定や使用時の様子が詳細に描写された。
考案したのは『ボトムズ』の高橋良輔監督であり、インタビューなどでは「杭打ち機などの土木作業機械を基に考案した」と発言している。なお、ATの一部は、高速転回時に地面に打ち込む「ターンピック」を踵に持ち、これはパイルバンカーの脚部版とみなすことができる。こちらの使われ方は、クレーンなどを地面に固定するアンカー機構に近い。『ベルゼルガ』への登場以前に発表されていた設定資料では、このターンピックがパイルバンカーという名称となっていた。

## 主要登場作品

### ロボット兵器用
- 装甲騎兵ボトムズ（ベルゼルガ）
  - 装甲騎兵ボトムズ ビッグバトル（エクルビス、ベルゼルガ・イミテイト）
  - 装甲騎兵ボトムズ レッドショルダードキュメント 野望のルーツ（スコープドッグ リーマン専用機、陸戦用ファッティー）
  - 装甲騎兵ボトムズ 赫奕たる異端（オーデルバックラー）
  - 装甲騎兵ボトムズ ペールゼン・ファイルズ（チャビィー）
  - 機甲猟兵メロウリンク（陸戦用ファッティー）
  - 青の騎士ベルゼルガ物語（ベルゼルガBTS、ベルゼルガ・スーパーエクスキュージョン、グレー・ベルゼルガ、ゼルベリオス、テスタロッサ）
  - 装甲騎兵ボトムズ Case;IRVINE（ブラッディドッグ）

### 人間用
- 機甲猟兵メロウリンク（対ATライフル）
  - 正確には対ATライフルに装着可能なパイルバンカー射出ユニット。劇中ではライフルに取り付けずユニット単体で使用されたこともある。この射出ユニットを装着できるため、主人公メロウリンクの使う対ATライフルは「パイルバンカーカスタム」の異名を持つ。
- 装甲騎兵ボトムズ 孤影再び（ポール・アックス）
  - 小説版のみの登場。これを原作としたアニメ版には登場しない。

## 現実におけるパイルバンカー
実在する類似の装置としては、杭打ち機のほか、油圧ショベルのアームに取り付けて建物の解体に用いるブレーカー（油圧ブレーカー）がある。油圧で大型の鏨を壁面や床面に断続的に打ち付け、振動で岩石やコンクリートを破砕する。
その他、軍需製品メーカーのレイセオン社は救難用の破壊機材として、CIRT（Controlled Impact Rescue Tool）という単発威力重視の火薬式杭打ち機を製造した。
武器ではないが大型獣を一撃で即死させる威力を持ったと殺銃（en:Captive_bolt_pistol）という屠殺用の杭を打ち出す道具がある。

## 他作品のパイルバンカー
いずれの兵器も純粋な質量弾（先端形状によって鋭利な杭、あるいは平坦な槌状）を高速で至近距離からぶつけ、敵機に衝撃を与えて装甲を貫通し、内部に損傷を与える運動エネルギー特化兵器である。近接用打撃武器に分類されることが多い。
一般に設定される能力は「一撃必殺」であり、防御無視の貫徹力に、最短の射程と最強の威力が同居する兵器とされている。

### ロボット兵器用（他作品）
- アーマード・コアシリーズ（選択可能な武器の1つ「射突型ブレード」）
  - アーマード・コアV（選択可能な武器のひとつ「ヒートパイル」。パイルから直接成形炸薬弾（HEAT）を撃ち込む特殊な兵器）
  - アーマード・コアVI ファイアーズオブルビコン（PB-033M ASHMEAD）
- ウルフファング（選択可能な近接武器の1つ）
- 機甲兵団 J-PHOENIXシリーズ（選択可能な近接武器の1つ）
- 機動戦士ガンダム 鉄血のオルフェンズ（ガンダム・バルバトス：メイスの先端部に搭載されている、グレイズ・アイン：単装式パイルバンカー）
- 機動戦士ガンダムAGE（ディエルガの尾）
- ゾイド（作品全般「パイルバンカーユニット」。土木工事にも使われている）
  - ゾイドジェネシス（ムラサメライガー：ただし、使い方は『ボトムズ』でいうところのターンピックに近い）
- スーパーロボット大戦シリーズ
  - スーパーロボット大戦IMPACT/COMPACT2（アルトアイゼン：リボルビング・ステーク、アルトアイゼン・リーゼ：リボルビング・バンカー）
  - スーパーロボット大戦MX（サーベラス・イグナイトG：イグナイト・パイク）
  - スーパーロボット大戦OGシリーズ（アルトアイゼン、アルトアイゼン・ナハト：リボルビング・ステーク、アルトアイゼン・リーゼ：リボルビング・バンカー、フリッケライ・ガイスト：リボルビング・ステーク、サーベラス・イグナイトG：イグナイト・パイク、選択武器：G・インパクトステーク）
- ゼノギアス（敵ギア・シールドナイトの武装）
- 獣旋バトル モンスーノ（ストライクギア）
- リアルロボットレジメント（フリッケライ・ガイスト：リボルビング・ステーク）
- 地球防衛企業ダイ・ガード（ノットバスター、ノットパニッシャー、グレートノットパニッシャー）
- パワード ギア、サイバーボッツ（装備機体多数）
- フロントミッションシリーズ（選択可能な格闘武器の1つ）
- メタルスラッグ5（スラグガンナー）
- QUOVADIS 2〜惑星強襲オヴァン・レイ〜（選択可能な近接武器の1つ・シールド一体型パイルパンカー）
- 勇者王ガオガイガーFINAL（ピーヴァータのパイルバンカー。パイルドライバーとする資料もある）
- コズミックブレイク（ゲーム中で使用できる格闘武器、及び武器カテゴリ。および登場ロボの一体マイティバインの武装でもある。）
- 鋼鉄戦記C21（ゲーム中で販売されている格闘武器アイテム。また、登場ロボの1体であるスティルドが腕に内蔵している。PILEBUNKER）
- 高速機戦LANDMASS （現在はサービスを終了したオンラインFPS パワードスーツMO-RATSの近接格闘兵装として登場）
- ロストプラネット コロニーズ（機体に搭載することや取り外して持ち運ぶことができる、大型兵器の1つ）
- Remote Presence（Windows 95用戦略シミュレーション、選択可能な近接武器の1つ）
- バルドフォース（選択可能な武器の1つ）
- ボーダーブレイク エアバースト（重火力兵装における補助武器の一系統）
- ラグナロクオンライン（三次職の1つ、メカニックの乗る魔導ギアの武器。また、それを使う時の攻撃スキル名でもある。）
- ROBOTICS;NOTES（ミスター・プレアデスの持つホビーロボット「M45」は両腕にパイルバンカーを装備している）
- ポンコツ浪漫大活劇バンピートロット（トロットビークル用の武器と盾の性能を兼用するアームパーツ。名称は『パイルバンカーアーム』。）
- 鉄騎、鉄騎大戦（鉄騎の敵専用機体ディー・キューブ・ド・アイ、鉄騎大戦のVTガーパイクの固定兵装「バングニードル」。内部に炸薬の詰まった槍を突き刺して爆発させる兵器。）
- 攻殻機動隊 STAND ALONE COMPLEX Solid State Society（施設に侵入した草薙素子の義体を襲撃する多脚車両が、脚部接地器と正面部に搭載。正面部は脚部の物より可動域が広く、連射回数・連射速度に具体的な制限はない模様だが、小さな的を至近距離から狙い撃ちにする際は、射出機の向きから攻撃が読まれやすく、身軽で機動性に優れる義体によけられやすい。）
- 86-エイティシックス-（主人公のシンたちが第2巻以降に搭乗するギアーデ連邦軍の第3世代多脚機甲兵器「レギンレイヴ」の4脚に対装甲パイルドライバを装備、射出用の爆薬は各20発、電撃マガジンの先行版では脚部から露出する形だったが、小説本編では平時は脚部装甲に完全に覆われる形に修正された。）
- メタルギアソリッドV ファントムペイン（直立二足歩行兵器「メタルギア・サヘラントロプス」の右腕に装備されている。邪魔な岩などを破壊することを目的とした装備であるらしく、射程が非常に短いこともあって攻撃に用いられることは無い。）
- 機甲武装Gブレイカー（ガンブレイズの近接武装の一つ「スラッシュパイル」）

### 人間用（他作品）
- All You Need Is Kill（統合防疫軍ジャケット兵の肩部標準装備「パイルドライバー」。白兵戦の切り札だが、戦闘中のリロードは考慮されていない。）
- アルカナハート2（イディナローク：ゼニア・ヴァロフが扱う武器名）
- ヴァンガードプリンセス（ナタリア・グリンカが装備）
- 銃夢（モーターボール選手バーゼラルドの装備）
- Get Ride! アムドライバー（スパイラルバンカー 「ブリューナク」）
- シャリーのアトリエ 〜黄昏の海の錬金術士〜（杭打機「フラムバンカー」ほか：ミルカ・クロッツェの武器。基本的には近接武器ではなく、槍状の弾体を炸薬で発射する射撃武器として演出されているが、技によっては接近して直接敵に打ち込む。）
- 職業・殺し屋。（NASA製義手）
- 月姫/MELTY BLOOD（「第七聖典」「正式外典ガマリエル」）
- 鉄腕バーディー（YS版でアメリカの特殊部隊員ジャッケルが使用。槍ではないのでアームパンチ機構の方が近い。）
- バウンティハウンズ（格闘武器の一系統として複数登場）
- 爆竜戦隊アバレンジャー（トリケラバンカー：シールド一体型パイルバンカー）
- パンドラの塔 君のもとへ帰るまで（クリア後の武器として起爆式攻城杭という名前で登場）
- ファイナルファンタジーVII（バレット：武器名）
  - ファイナルファンタジーVII アドベントチルドレン（ロッズが使用する。名称はデュアルハウンド。）
- ガンスリンガーストラトス（クロエ・アカネの装備。近距離戦ウエポンパック〝ブレイカー〟のサイド武器。全武器中最も射程が短い。連射も出来ない上に盾もないため、主に奇襲戦前提だった。3作目Σのバージョン後期に、妹クロエ・アスマの装備に加わる。）
- 地球防衛軍4（二刀装甲兵フェンサーの装備の1つ。基本モデルの『ブラストホール・スピア』シリーズをはじめとして、幾つかの派生シリーズがする。異様なまでに射程が長く、一番短いモデルでも最低30m、最も長いモデルでは最大270mとなる。）
- 地球防衛軍5（二刀装甲兵フェンサーの装備の1つ。基本モデルの『ブラストホール・スピア』シリーズをはじめとして、幾つかの派生シリーズが存在する。「槍の先端から瞬間的に高圧プラズマを放出し、物体を内部から崩壊させる」という機構を有する。異様なまでに射程が長く、一番短いモデルでも35m、最も長いモデルでは200mを超える。）
- MinDeaD BlooD 〜支配者の為の狂死曲〜（吸血鬼ハンター榊悠香の装備）
- 魔法少女リリカルなのは The MOVIE 2nd A's（ナハトヴァール：闇の書の意志が闇の書の防衛プログラムである本機を制御可能時に変化する装備。正式な武器の種類は投射槍で、従来の投射槍より槍の射出を犠牲にして近接用に特化されている）
- 無限のフロンティアシリーズ（ナイトファウル、G・I・ステーク、アルトアイゼン・ナハト：リボルビング・ブレイカー※上記『OGS』の同名機体とは設定が異なる別の機体）
- メルルのアトリエ 〜アーランドの錬金術士3〜（「ゴーントレット」「ゲベートアーム」「アイゼンフィスト」「フラムブラスター」：ライアスの武器、一般的なパイルバンカーと異なり地面に打ち込んで衝撃で範囲攻撃を行う。技によっては直接敵に打ち込む。）
- 煉獄 弐 The Stairway to H.E.A.V.E.N.（選択可能な近接武器の1つ）
- ワイルドアームズ ザ フィフスヴァンガード（L23型パイルバンカー）
- ONE PIECE(首領・クリークが盾内部に仕込み使用した)
- 吸血鬼すぐ死ぬ（｢超大型対吸血鬼用杭射突機：新横浜署吸血鬼対策課に所属するケイ・カンタロウが危険度Aオーバーの吸血鬼辻斬りナギリに対抗する為に所持する大型装備。）
- ID-0（隕石から採掘するために利用）
- ありふれた職業で世界最強（パイルバンカー、南雲ハジメの持つ装備の1つ）
- よるのないくに2 〜新月の花嫁〜（ダンプ：アルーシェと同行する従魔がアルーシェの武器となって変形した装備。楯も兼用する）
- Bloodborne（パイルハンマー：工房の異端「火薬庫」によって製作された仕掛け武器のひとつ。古狩人デュラが愛用しており、彼から狩人証を入手すればプレイヤーも購入可能となる。）

### その他
- GUILTY GEARシリーズ（スレイヤー：技名）
  - GUILTY GEAR 2 OVERTURE（ギガント：装甲形態で使用）
- R-TYPE FINAL（パイルバンカー：R戦闘機のうち、R-9DP系列が波動砲に代わり搭載する兵器。波動エネルギーではなく火薬により超硬質金属杭を射出する。）
- サイキックフォース（ゲイツ・オルトマン：技名）
- 新世紀エヴァンゲリオン（第三使徒サキエル。ただし、「刀身」はエネルギー状。）
- デジタルモンスター（ロードナイトモン）
- ロックマンゼロシリーズ（ゼロ：リコイルロッド。エネルギー体のスパイクを持つトンファー型パイルバンカー。）
- ファイナルファンタジー・クリスタルクロニクル（キングリザードマンが杭打ち機能を有する盾を使用する）
- 交響詩篇エウレカセブン（「オレンジ」。地面に打ち込み地殻変動を防ぐもの。）
- メタルサーガ（あるキャラクターの技コマンドで選択できる武器）
- 臏 〜孫子異伝〜（孫臏配下の孤鳳卒騎馬部隊に装備されている動力不明の武器）
- アクセル・ワールド（シアン・パイルの強化外装。パイル部分が異様に伸びる。）
- 真・三國無双シリーズ（ゲーム中に登場する武器「牙壁」。盾に刃が組み込まれており、盾を構えて刃を連続で射出する攻撃を繰り出す。）
- モンスターハンター フロンティア オンライン（武器「穿龍棍」。パイルバンカーを組み込んだ変形機構を持つトンファー。）
- ガンダムビルドファイターズトライ（スナイバルガンダムの基本装備。ガンダムシリーズでは初のパイルバンカー装備機。）
- 武装神姫（選択可能な近接武器の1つ）